# Miloš Pojar
Miloš Pojar (8. dubna 1940 Praha – 23. ledna 2012 Praha) byl český spisovatel, historik a diplomat. V letech 1990 až 1994 byl prvním československým (polistopadovým) a následně po rozdělení Československa prvním českým velvyslancem v Izraeli.

## Život
Vystudoval orientalistiku a filosofii na Univerzitě Karlově (1962–1968) a poté angličtinu na Columbia University (1968–1970). Na Karlově univerzitě poté v roce 1970 získal doktorát. Od roku 1966 až do roku 1990 působil v nakladatelství Academia zřízeném Československou akademií věd (ČSAV), kde působil jako redaktor pro filosofii a výrobní referent. Od roku 1990 působil na československém a posléze českém ministerstvu zahraničních věcí, nejprve jako velvyslanec v Izraeli, později v řadě vedoucích funkcí (náměstek generálního ředitele, ředitel odboru), a to až do roku 1997. Poté působil až do roku 2006 jako ředitel Vzdělávacího a kulturního centra Židovského muzea v Praze, člen Česko-německého fondu budoucnosti a hostující pedagog na New York University in Prague. Ve dnech 24. až 26. listopadu 1999 organizoval v Praze (pod záštitou Židovského muzea) na Karlově univerzitě třídenní mezinárodní konferenci k stému výročí Hilsnerova polenského procesu (Hilsneriády).
Jeho syn Tomáš Pojar byl od února 2010 do března 2014 českým velvyslancem v Izraeli.

## Dílo
Miloš Pojar napsal řadu knih s židovskou a izraelskou tematikou. Od roku 1970 až do Sametové revoluce v roce 1989 nesměl publikovat a politicky rehabilitován byl až v roce 1990. Přesto však pod pseudonymy přispíval do samizdatových publikací. Zabýval se českými dějinami, osobností Tomáše Garrigua Masaryka, česko-německými vztahy a dějinami českých Židů. Mezi jeho vybraná díla z nedávných let patří například:
- POJAR, Miloš. Izrael - stručná historie států. 2. vyd. Praha: Libri, 2009. 202 s. ISBN 978-80-7277-435-7.
- POJAR, Miloš. Stín šoa nad Evropou. Praha: Židovské muzeum v Praze, 2002. 316 s. ISBN 80-85608-48-0.
- POJAR, Miloš. Moje setkání s židovstvím. Praha: Židovské muzeum v Praze, 2006. 148 s. ISBN 80-86889-27-0.
- POJAR, Miloš. Golem v náboženství, vědě a umění. Praha: Židovské muzeum v Praze, 2003. 272 s. Dostupné online. ISBN 80-85608-67-7.
- POJAR, Miloš; SOUKUPOVÁ, Blanka; ZAHRADNÍKOVÁ, Marie. Židovská menšina za druhé republiky. Praha: Židovské muzeum v Praze, 2007. 192 s. ISBN 978-80-86889-52-8.
- POJAR, Miloš; SOUKUPOVÁ, Blanka; ZAHRADNÍKOVÁ, Marie. Židovská menšina v Československu ve 30. letech. Praha: Židovské muzeum v Praze, 2004. 248 s. ISBN 80-85608-94-4.
- POJAR, Miloš. Jindřich Matyáš Thurn - muž činu. Praha: Ivo Železný, 1998. ISBN 80-237-3560-8.
- POJAR, Miloš. T.G. Masaryk a židovství. Praha, Academia 2016.